# Canton de Grasse-Nord
Le canton de Grasse-Nord est une ancienne division administrative française, située dans le département des Alpes-Maritimes et la région Provence-Alpes-Côte d'Azur.

## Composition
Issu de la scission en 1985 du canton de Grasse, le canton de Grasse-Nord se composait d’une fraction de la commune de Grasse. Il comptait 28 075 habitants (population municipale) au 1er janvier 2012.
| Nom                | Code Insee | Intercommunalité     | Population (dernière pop. légale)               |
| ------------------ | ---------- | -------------------- | ----------------------------------------------- |
| Grasse (chef-lieu) | 06069      | CA du Pays de Grasse | Fraction : 28 075(2012) Commune : 50 409 (2014) |

## Représentation

### Conseillers généraux de l'ancien canton deGrasse(1833 à 1985)
(Le canton de Grasse faisait partie du département du Var jusqu'en 1860).
| Période | Période          | Identité                                                 | Étiquette                | Qualité                                                                                              |
| ------- | ---------------- | -------------------------------------------------------- | ------------------------ | --- |
| 1833    | 1836             | Claude Marie Courmes aîné                                | Majorité gouvernementale | Négociant Maire de Grasse Député (1831-1834)                                                         |
| 1836    | 1848             | Joseph Isnard                                            |                          | Négociant à Grasse                                                                                   |
| 1848    | 1852             | Dominique Conte                                          | Extrême-gauche           | Négociant, maire de Grasse (1848-1871) Représentant du peuple (1849-1851)                            |
| 1852    | 1861             | Baron Joseph Honoré Isnard                               |                          | Receveur des Finances à Grasse                                                                       |
| 1861    | 1864             | Joseph Luce                                              |                          | Négociant et banquier, maire de Grasse (1851-1852)                                                   |
| 1864    | 1871             | Pierre-Paul Martelly                                     |                          | Notaire à Grasse                                                                                     |
| 1871    | 1880             | Joseph-Léon Roubaud                                      | Droite                   | Avocat Maire de Grasse (1871-1884)                                                                   |
| 1880    | 1886 (démission) | Jules Féraud                                             | Républicain              | Docteur en médecine à Grasse                                                                         |
| 1886    | 1892             | Ernest Roure                                             | Républicain              | Maire de Grasse (1884-1892)                                                                          |
| 1892    | 1898             | Gaston Court de Fontmichel                               | Républicain              | Maire de Saint-Vallier-de-Thiey puis de Grasse                                                       |
| 1898    | 1910             | Antoine Maure                                            | Républicain              | Avocat, maire de Grasse (1898-1904) Député (1902-1906)                                               |
| 1910    | 1922 (démission) | Jean Ossola                                              | Rad.                     | Avocat Député Maire de Grasse (1914-1922) Conseiller général du Canton d'Antibes (1922-1928)         |
| 1922    | 1928             | Antoine Foucard Cresp                                    | RG                       | Industriel à Grasse                                                                                  |
| 1928    | 1932 (décès)     | Jean Ossola                                              | Rad.                     | Avocat Sous-secrétaire d'Etat (1925-1926) Député (1914-1932) Maire de Grasse (1914-1922)             |
| 1932    | 1940             | Etienne Carémil                                          | RG                       | Directeur de la Caisse d'épargne, parfumeur, conseiller d'arrondissement Maire de Grasse (1931-1941) |
|         |                  |                                                          |                          | |
| 1943    | 1945             | Henri Bénard                                             | ?                        | Directeur commercial Maire de Grasse (1941-1944) Nommé conseiller départemental en 1943              |
|         |                  |                                                          |                          | |
| 1945    | 1949             | Jean Cuméro                                              | PCF                      | Instituteur, directeur décole Adjoint au Maire de Grasse                                             |
| 1949    | 1955             | Pierre Ziller                                            | RS                       | Industriel dans la parfumerie Maire de Grasse (1947-1951)                                            |
| 1955    | 1961             | Jean Fanton d'Andon (1890-1986)                          | RGR                      | Médecin, maire de Grasse (1951-1959)                                                                 |
| 1961    | 1971 (décès)     | Pierre Ziller                                            | UNR puis UDR             | Député (1958-1971)                                                                                   |
| 1971    | 1985             | Hervé de Fontmichel (petit-fils de Gaston de Fontmichel) | Centriste puis UDF-PR    | Avocat Maire de Grasse (1971-1977)                                                                   |

### Conseillers d'arrondissement (de 1833 à 1940)
| Période                                  | Période      | Identité | Étiquette      | Qualité                                                                   |
| ---------------------------------------- | ------------ | --- | -------------- | ------------------------------------------------------------------------- |
| 1833                                     | 1845         | M. Gasq |                | Propriétaire, adjoint au maire de Grasse                                  |
| 1845                                     | 1848         | M. Maure |                |                                                                           |
|                                          |              | |                |                                                                           |
| avant 1869                               | 1871         | Joseph-Léon Roubaud                                                                                         | Droite         | Avocat, adjoint au maire de Grasse                                        |
|                                          |              | |                |                                                                           |
|                                          | 1884 (décès) | M. Berton                                                                                                   |                |                                                                           |
| 1884                                     | 1901         | François Tombarel                                                                                           | Républicain    | Maire de Mouans-Sartoux                                                   |
| 1901                                     | 1907         | Ernest Cresp (?-1929)                                                                                       | Républicain    | Directeur de La Lanterne grassoise, Président du Conseil d'arrondissement |
| 1907                                     | 1913         | Alfred Isnard                                                                                               |                | Conseiller municipal de Grasse                                            |
| 1913                                     | 1931         | Étienne Carémil (1877-1949)                                                                                 | RG             | Parfumeur, Directeur de la Caisse d'épargne, maire de Grasse (1931-1941)  |
| Oct. 1932                                | 1937         | Joseph Mantéguès                                                                                            |                | Médecin à Grasse                                                          |
| 1937                                     | 1940         | Jean-Antoine Crousillac                                                                                     | Anticommuniste | Militaire                                                                 |
| 1940                                     |              | Les conseils d'arrondissement ont été suspendus par la loi du 12 octobre 1940 et n'ont jamais été réactivés |                |                                                                           |
| Les données manquantes sont à compléter. |              | |                |                                                                           |

### Conseillers généraux du canton de Grasse-Nord
Créé en 1985 (décret du 31 janvier 1985) - Dédoublement du canton de Grasse.
| Période               | Identité            | Parti | Qualité |
| --------------------- | ------------------- | ----- | --- |
| 1985-1992             | Henri Richelme      | RPR   | Chirurgien - 1er adjoint au maire de Grasse |
| 1992-1994 (démission) | Hervé de Fontmichel | UDF   | Avocat - Maire de Grasse (1971-1977 et 1983-1995) Vice-Président du Conseil Général Suppléant du député Pierre Bachelet (1988-1993)                        |
| 1994-1998             | Claude Leroux       | RPR   | Négociant en matières premières aromatiques, conseiller municipal de Grasse                                                                                |
| 1998-2004             | Thierry Lautard     | PS    | Professeur de gestion |
| 2004-2008 (démission) | Jean-Pierre Leleux  | UMP   | ancien assureur - Maire de Grasse (1995-2014) - Sénateur (2008-2020) Vice-Président du Conseil Général Suppléant de la députée Michèle Tabarot (2002-2007) |
| 2008-2015             | Jérôme Viaud        | UMP   | Chargé de mission, membre du cabinet du maire de Grasse Maire de Grasse depuis 2014                                                                        |

En 1985, Henri Richelme (RPR), 1er adjoint au maire de Grasse Hervé de Fontmichel, est le premier Conseiller Général du Canton de Grasse-Nord.
En 1992 Hervé de Fontmichel, maire de Grasse, est élu dans une triangulaire UDF/RPR/FN, les deux candidats de gauche et les deux candidats écologistes ayant été éliminés au 1er tour.
Une élection cantonale partielle, à la suite de la démission d'Hervé de Fontmichel pour cumul de mandat, eut lieu en 1994 amenant à l'élection du conseiller municipal Claude Leroux (RPR).
Aux élections cantonales de 1998, Claude Leroux est battu par le socialiste Thierry Lautard dans une triangulaire gauche/droite/extrême droite. Celui-ci fait alors partie des 8 élus de la mini vague de gauche (pour les alpes maritimes).
Les élections de 2004 voient à nouveau le sortant battu : le socialiste Thierry Lautard est défait dans une triangulaire gauche/droite/extrême droite par Jean-Pierre Leleux, maire de Grasse. C'est le seul canton des alpes -maritimes où la gauche ne parvient pas à conserver un de ses rares sortants.
Élu sénateur en septembre 2008, Jean-Pierre Leleux démissionne en novembre pour cumul de mandat et désigne Jérôme Viaud, son jeune directeur de cabinet, comme candidat de l'UMP. Malgré les 53 % du candidat de droite, un second tour a lieu du fait de la faible participation (22 % seulement). Thierry Lautard échoue alors à accéder au second tour au profit du candidat communiste (mais se présentant sous l'étiquette société civile) Paul Euzière. Le 14 décembre voit la confirmation du 1er tour ; Jérome Viaud est élu et devient le benjamin du Conseil général.
Le renouvellement de mars 2011 (pour 3 ans seulement compte tenu de la réforme territoriale, mandat étendu d'un an en 2013) est caractérisé par une forte abstention (62,4 %) et la poussée du Front National. Les deux candidats de la gauche tant le candidat communiste (mais se présentant sous l'étiquette société civile) Paul Euzière (19,2 %) que la candidate écologiste Geneviève Fontaine (21,5 %) sont éliminés au premier tour. Celle-ci est devancée de 28 voix par le candidat du Front national (22 %) tandis que le sortant UMP Jérôme Viaud est nettement en tête avec 35,5 % des voix. Le second tour voit la large réélection de Jérôme Viaud avec près de 2/3 des suffrages exprimés.

## Démographie
| 1990   | 1999   | 2006   | 2011   | 2012   |
| ------ | ------ | ------ | ------ | ------ |
| 23 113 | 23 389 | 26 963 | 28 646 | 28 075 |